# Giulio Serafini
Giulio Serafini (né le 12 octobre 1867 à Bolsena, dans le Latium, Italie, et mort le 13 juillet 1938 à Rome) est un cardinal italien de l'Église catholique romaine.

## Biographie
Après son ordination, Giulio Serafini est professeur et recteur du séminaire d'Orvieto, recteur du séminaire romain Pio, professeur de l'Athénée pontifical de l'Apollinaire et chanoine au chapitre de S. Maria ad Martyres au Panthéon à Rome. Il est élu évêque de Pescia et archevêque titulaire de Lampsacus (de) en 1907. En 1908 il est nommé préfet d'études du séminaire pontifical romain et en 1923 comme secrétaire de la Congrégation du Concile.
Le pape Pie XI le crée cardinal lors du consistoire du 30 juin 1930. Le cardinal Serafini est préfet de la Congrégation du Concile et président de la Commission pontificale pour l'interprétation authentique du droit canon à partir de 1930.

## Succession apostolique
Giulio Serafini a ordonné les évêques suivants :
- Évêque Giuseppe Franciolini (fi) (1932)
- Archevêque Antonio Tani (it) (1932)
- Évêque Giuseppe Pronti (fi) (1938)